# Тайхи
48°27′40″ пн. ш. 18°54′00″ сх. д. / 48.4611° пн. ш. 18.9° сх. д.

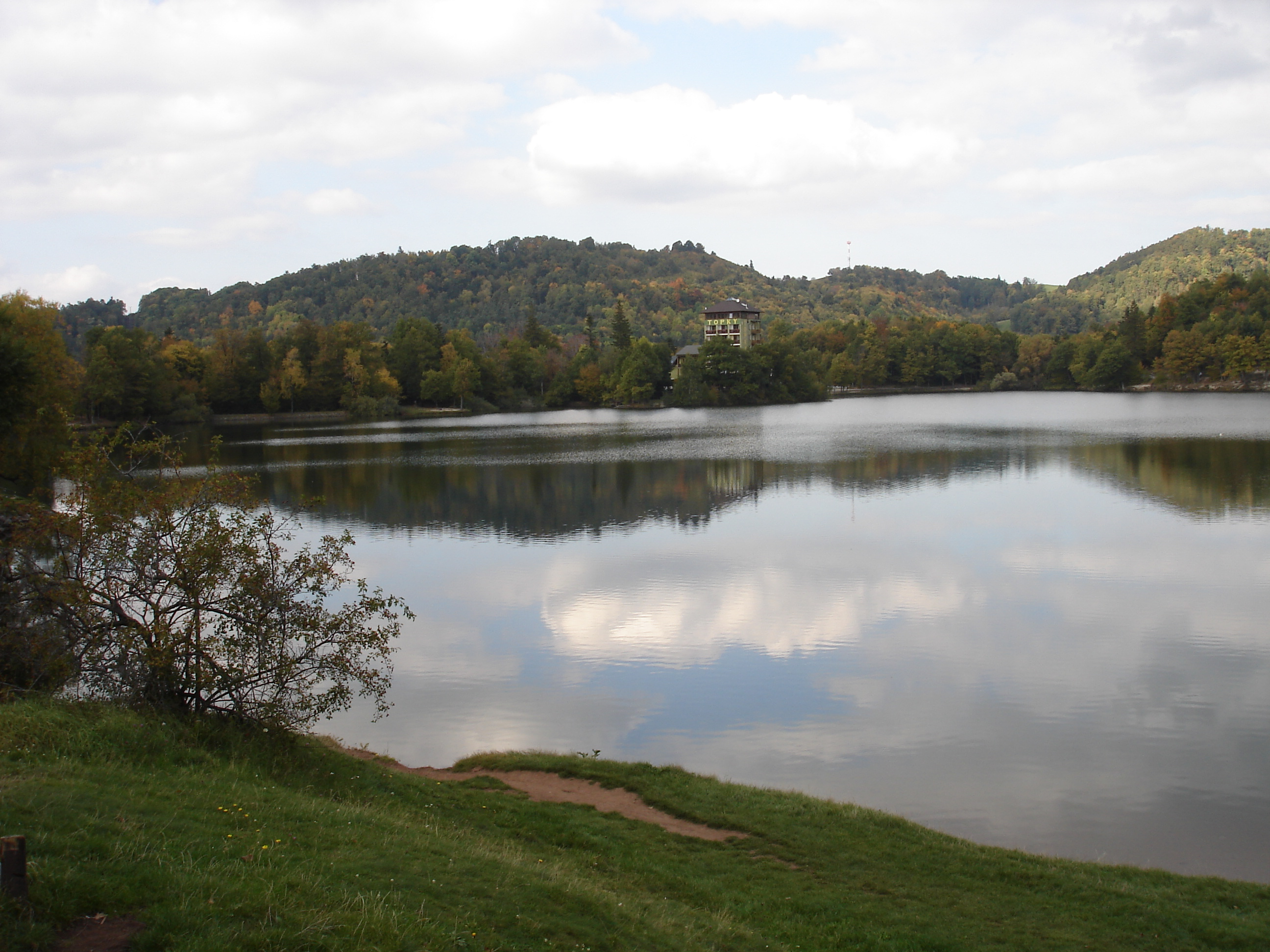
Почувадло, найбільший із збережених тайхів

Тайхи   (з нім. Teich - став) - комплекс штучних водойм (ставів), розташований в Штявницьких горах в центральній Словаччині. Більшість із них були побудовані для забезпечення енергією та водою срібних копалень у Банській Штявниці у 18 столітті. На момент роботи шахти тайхи являли собою систему з 60 водойм, з'єднаних між собою мережею каналів і тунелів загальною протяжністю понад 100 кілометрів .
До наших днів збереглося близько 25 тайхів, які використовуються в рекреаційних цілях, як рибні ставки та як джерело води . Завдяки їхньому історичному значенню 11 грудня 1993 року тайхи разом з іншими технічними пам’ятками в околицях Банської Штявниці були внесені до Списку всесвітньої спадщини ЮНЕСКО .

## Принцип дії

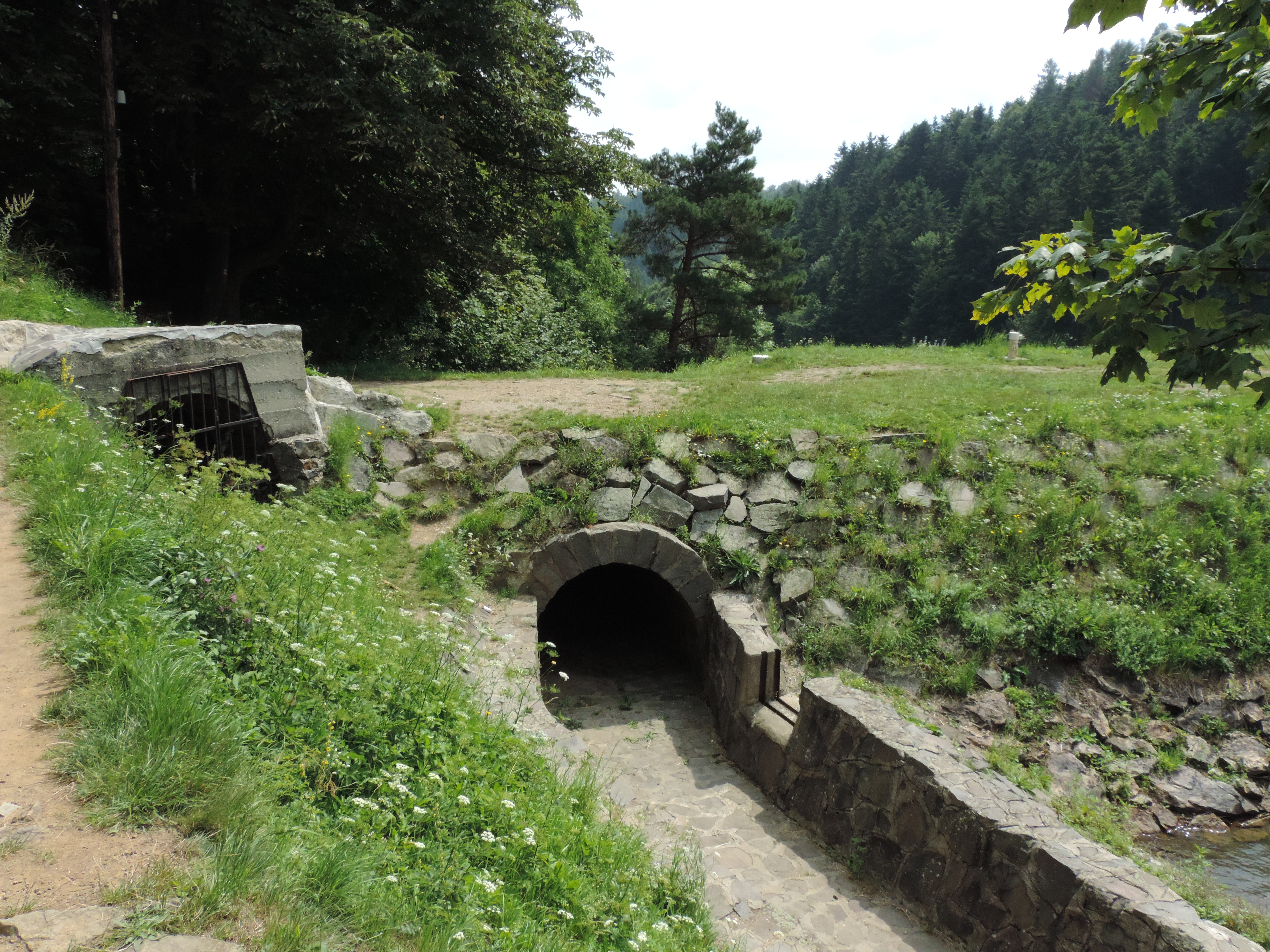
Водопропускна труба на ставу Клінгер

В околицях Банської Штявниці немає великих водотоків (до найближчої річки Грон понад 10 кілометрів), тому було вирішено побудувати систему збору та накопичення дощової води. Система складалася з 60 водосховищ загальною місткістю 7 мільйонів кубометрів, до яких вода подавалася по каналах загальною протяжністю 72 кілометри  . Потім вода текла по каналам 57 км до водяних коліс, які приводили в дію сім насосів. Завдяки цьому вдалося видалити підземні води з шахт, а також забезпечити електроенергією шахти, металургію та млини .

## Історія

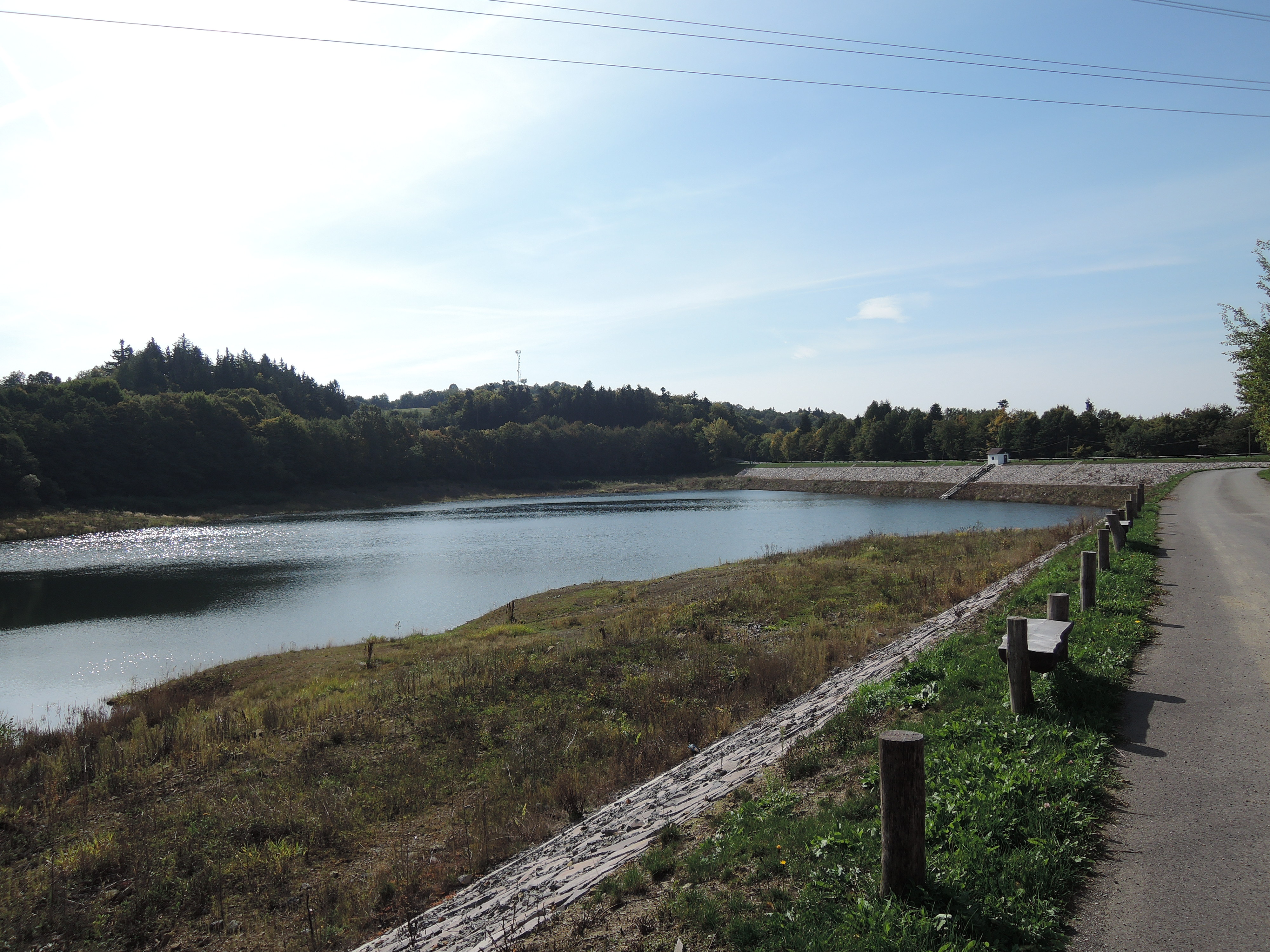
Дамба на Veľká Richňava

Банська Штявниця була важливим середньовічним гірничим центром, який видобував переважно срібло та золото  . Перші водосховища були закладені місцевими шахтарями в XV столітті . Найбільш значний розвиток тайхів прискорила гірничий криза 17 ст. У зв’язку з впровадженням пороху в місцеву гірничу справу в 1627 році  глибина шахтних стовбурів швидко впала нижче рівня дренажних тунелів, внаслідок чого шахти були затоплені ґрунтовими водами . У той час механізми, що викачували воду з шахт, приводилися в рух силою людських або тваринних м’язів, що коштувало надто дорого — лише в шахті Horná Bieberštôlna воду викачували понад 200 пар коней . Щоб уникнути збитків, Королівська судова палата у Відні вирішила закрити шахту в Банській Штявниці та її околицях. Щоб врятувати гірничу промисловість у Банській Штявниці, гірничні інженери Юзеф Кароль Гелл, Матей Корнел Хелл і Самуїл Міковіні подали імператору план будівництва тайхів. Новаторський план був остаточно затверджений Карлом VI  .
Перші збережені плани будівництва тайхів Яна Тобіаша Брінна датуються 1736 роком, але будівництво першого з них, Річнявських тайхів (за проектом Самуеля Міковіні ), почалося в 1738 році. За два роки було побудовано два водосховища загальною місткістю один мільйон кубометрів. Під час будівництва щоденно працювало понад 4 тисячі людей. Після побудови Річнявського тайху було побудовано сім каналів загальною довжиною понад 24 кілометри для доставки води з Грона та Іпели, а потім споруджено дамбу на Wielka Richňava. Все було завершено в 1747 році, а водосховища були заповнені в 1751 році . Завершені тайхі були в стані не тільки відкачувати підземні води з шахти, а й забезпечувати енергією інші галузі . Останнім побудованим тайхом, що зберігся до наших днів, була Červená studňa , завершена в 1759 році.
Відновлені копальні привели до великого економічного та культурного розвитку Банської Штявниці . У 1782 році Банська Штявніца (Selmecbánya) була третім за величиною містом в Угорському королівстві (населення 40 000 разом з передмістями) після Братислави (Пожонь) і Дебрецена . У 1762 році королева Марія Терезія наказала заснувати Гірничу академію в Банській Штявниці, створивши перший технічний університет у світі  . Місто було обрано через відповідне гірничодобувне, гідрологічне та металургійне обладнання, і перш за все через наявність інноваційних тайхів   . Тайхи також отримали високу оцінку імператорів Франциска I, Йосифа II і Леопольда II  .
У середині дев'ятнадцятого століття 7 з 13 шахтних водойм Європи з найбільшим об'ємом були тайхи. У той же час, три найвищі греблі в Європі, побудовані для гірничодобувної промисловості, були в тайхах Rozgrund (30,2 м), Почувадло (Počúvadlo) (29,6 м) і Veľká Richňava (23,4 м)  .
Через багато років після побудови тайхи вони стали невід’ємною частиною середовища Штявницьких гір. Нещодавно було реконструйовано кілька дамб . З 1995 року тайхи перебуває під управлінням Словацької водної господарської компанії, яка відтоді відремонтувала та реконструювала багато водосховищ, головним чином з групи піаргських тайхів .

## Водосховища

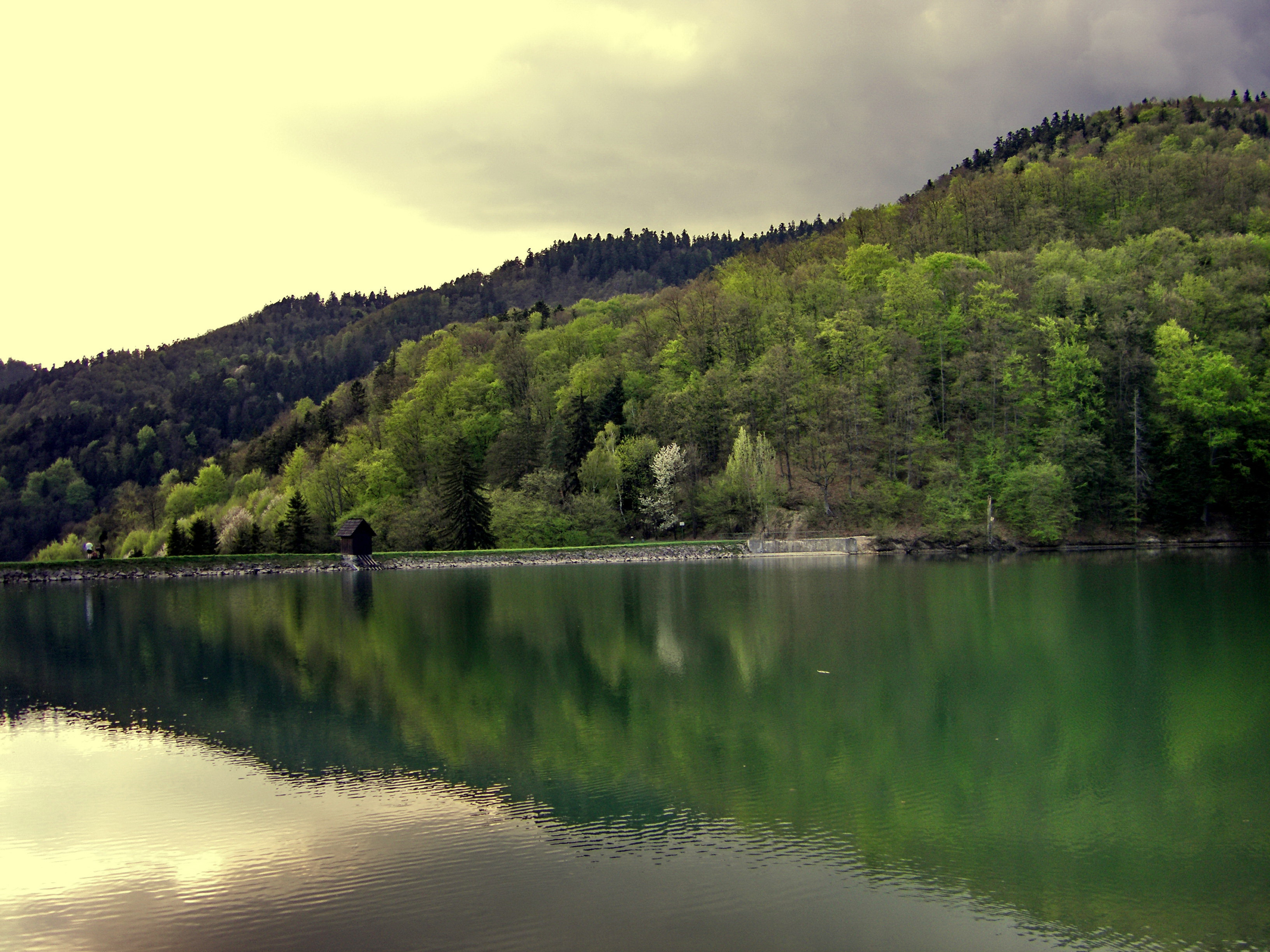
Дамба на тайху Dolny Hodrušský

Лише близько половини (за різними даними 23 , 24  або 26  ) первісної кількості тайхів дожили до наших днів. Інша інфраструктура також була зруйнована, наприклад, залишилося лише 400 метрів 30-кілометрової мережі каналів, що живлять тайх Wielka Richňava . На заповнення тайху після висихання можуть знадобитися роки. Розпочата в 2013 році реконструкція тайха Долногодруського була завершена в січні 2021 року  .
Найбільший збережений тайх - Почувадло, площею 12,13 га і глибиною 11 м і потужністю 745 тис м³. Дамба основного водосховища має довжину 195 метрів м, ширина 19 м і висотою 30 м . Завдяки розгалуженій туристичній інфраструктурі водосховище Почувадло є найпопулярнішим серед усіх тайхів  .
Тайх Veľká Richňava має дамбу довжиною 569 м м, висотою 23,4 м, шириною 23 м м. Це найглибше (21 м) і найбільш містке (960 тис. м³) серед усіх тайх. Він постачає питну воду у Штявницьке Банє , а також використовується для рекреації  .
До другої половини 20 століття дамба тайху Rozgrund була найвищою земляною дамбою в Чехословаччині. Нині водосховище забезпечує питною водою Банську Штявницю  .

### Поділ тайхів

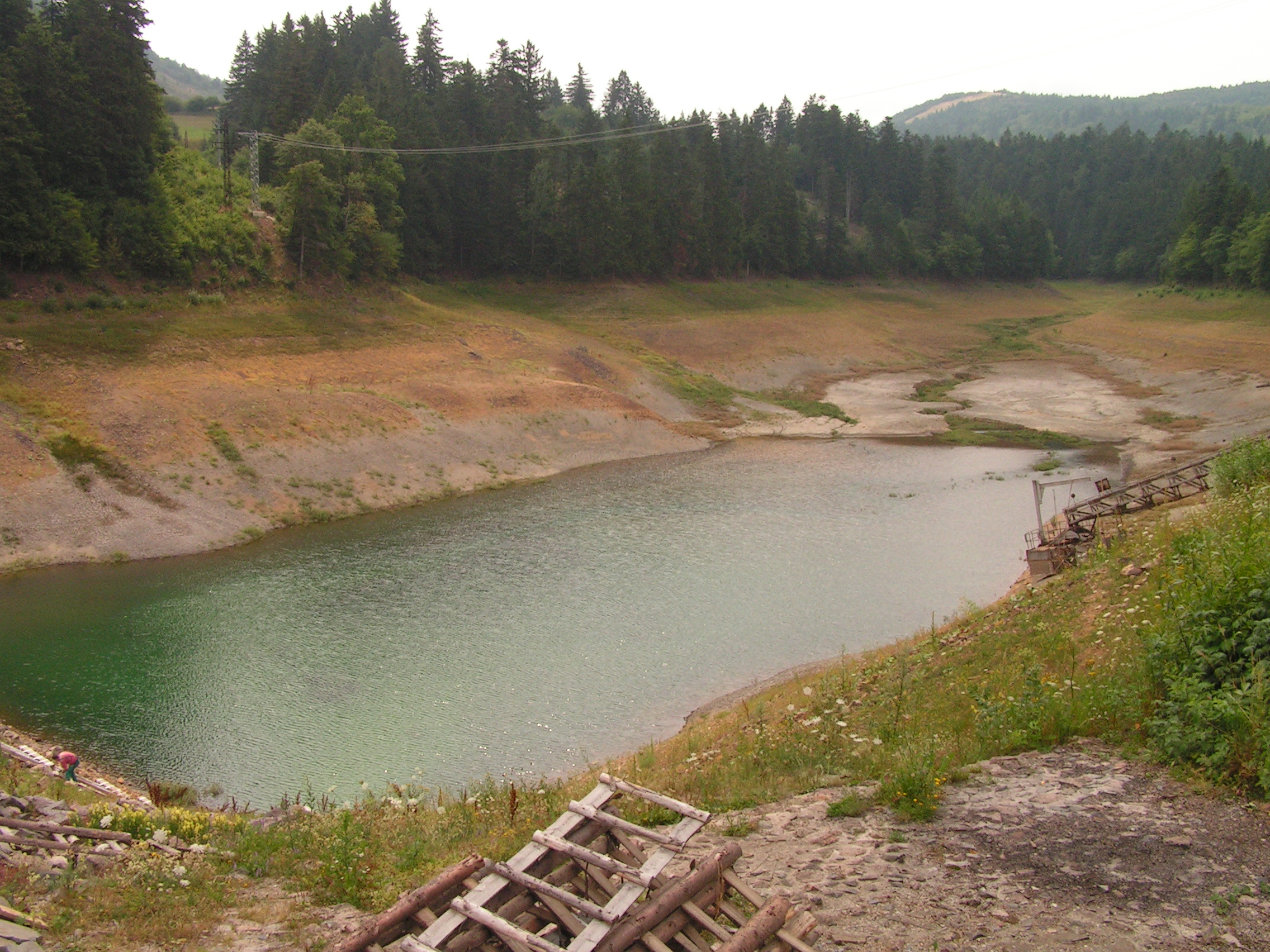
Тайх Rozgrund, висушений

Завдяки своєму географічному положенню тайхи в Штявницьких горах поділяються на 6 груп   :
- тайхи піаргські - найбільша група, найкраще пов'язана між собою та з найбільшою кількістю збірних ставів (вони складають приблизно половину об'єму всіх тайхів), головним чином на південь і південний захід від Банської Штявниці, частково в басейні Іпелі, і частково в басейні Грона ;
- тайхи годрушські - група з трьох тайхів в басейні Грону, що використовувалися для приводу машин у Долині Годрушській;
- тайхи вигнянські - найвище розташовані  тайхи, який приводили в дію машини у Долині Вигнянській та насоси, що викачують воду зі штольні Хофера,
- тайхи штявницькі - група невеликих тайхів у безпосередній близькості від Банської Штявниці, котрі служили головним чином для постачання води у місто, а також для приводу шахтних дренажних насосів;
- тайхи колпашські – два тайхи біля Банська Студенца, на південний схід від Банської Штявниці, сполучені з потоком Бела-Козельник у басейні річки Грон, приводили машини в Долині Рибницькій;
- тайхи белянські - два тайхі в басейні річки Грон, які обслуговували млини в Баньській Бялі та Долині Козельницькій.

### Збережені тайхи
За матеріалами джерел   :

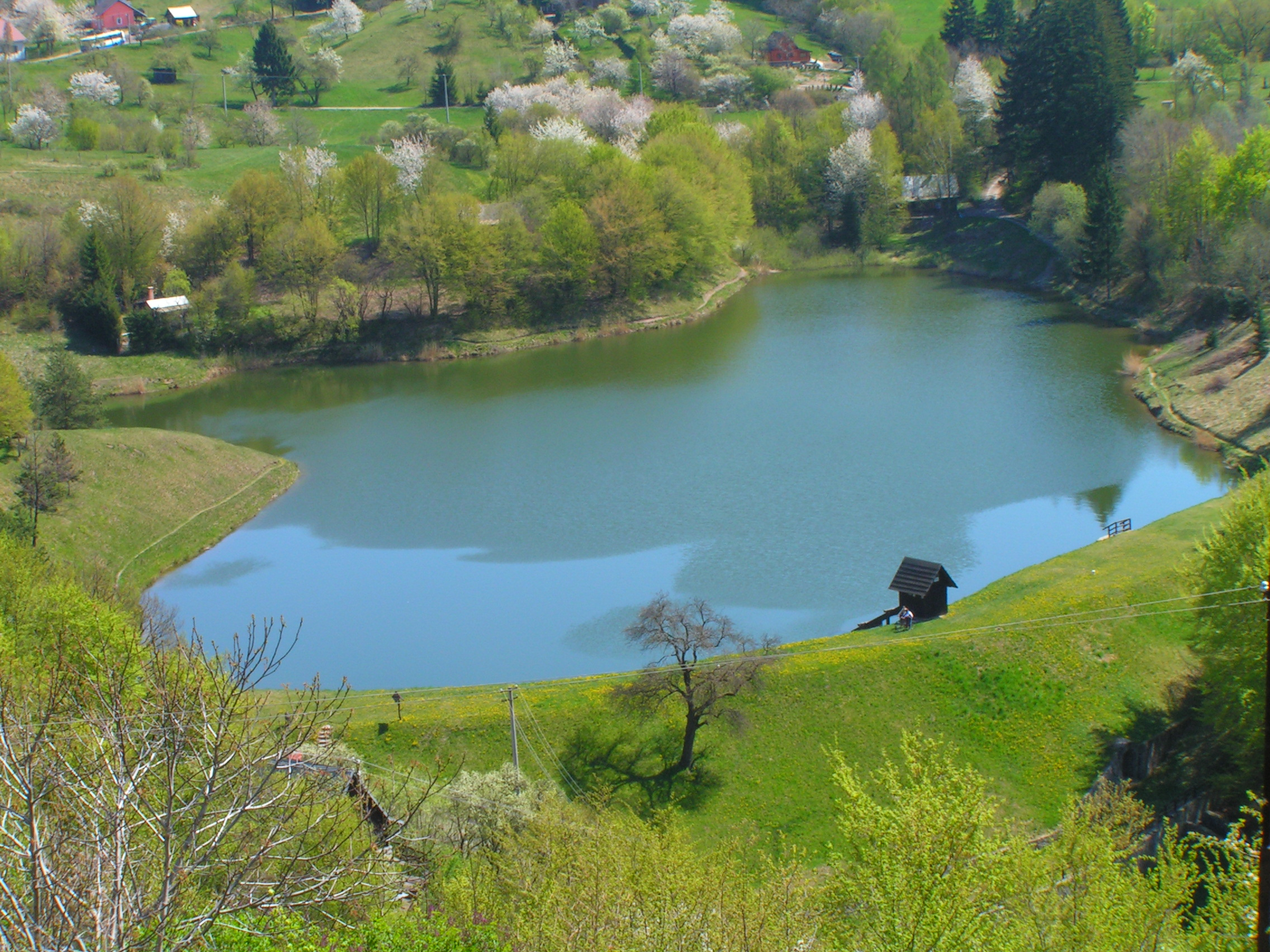
Тайх Moderštolniansky

- Тайх Bakomi у Штявницьке Банє, збудований у 1738 році
- Тайх Beliansky у Банська-Бела, побудований у 1747 році
- Тайх Červená studňa у Банська Штявниця, збудований у 1759 році
- Тайх Evička в Штявницьке Банє, побудована в 1638 році
- Тайх Goldfuss у Банській Бялій, побудований у 18 столітті
- Тайх Halčiansky у Баньській Бялій, побудований у 18 столітті
- Тайх Клінгер (Klinger) у Банській Штявниці, побудований у 1765 році
- Тайх Kolpašsky Maly у Банськи-Студенець, збудований у 1763 році
- Тайх Kolpašsky Duzy у Банськи-Студенець, збудований у 1730 році
- Тайх Krechsengrund у Штявницьке Банє, побудований у 1735 році
- Тайхи Kysihyblianské у Банськи-Студенець
- Тайх Lintich (зруйнований) у Банській Штявниці
- Тайх Michalštôlňansky у Банській Штявниці, побудований у 1736 році
- Тайх Moderštolniansky в Копаниці, побудований у 18 столітті
- Тайх Ottergrund (Paradajské jazero) у Банській Штявниці, побудований у 1759 році
- Тайх Почувадло (Počúvadlo) в районі Почувадло, побудований у 1775 році
- Тайх Rozgrund у Банській Штявниці, побудований у 1743 році
- Тайх Wielka Richňava в Штявницьке Банє, збудований у 1738 р.
- Тайх Mała Richňava в Штявницьке Банє, збудований у 1738 р.
- Тайх Štampoch у Високій 1770 року побудови
- Тайх Wielka Vindšachta в Штявницьке Банє, побудований в 1712-1715 рр.
- Водосховище Wielki Vodárenski в Банській Штявниці, побудоване в 16 столітті
- Водосховище Mały Vodárenski в Банській Штявниці, побудоване в 16 столітті
- Тайх Górny Hodrušský у Банській Годруші, збудований у 1705 році
- Тайх Dolny Hodrušský в Банській Годруші, збудований у 1743 році
- Водосховища Komorovskie (верхнє і нижнє) в Банській Штявниці, побудоване в 1742 році
- Тайх Bančiansky в Банській Штявниці, побудований у 18 столітті.